# .sd
.sd és el domini de primer nivell territorial (ccTLD) del Sudan. Encara es fa servir a Sudan del Sud fins que el domini .ss quedi operatiu.

## Dominis de segon nivell
- com.sd - Empreses
- net.sd - Proveïdors de xarxa i ISPs
- org.sd - Organitzacions no governamentals sudaneses
- edu.sd - Universitats i centres superiors sudanesos
- med.sd - Mèdic
- tv.sd - Mitjans de comunicació
- gov.sd - Govern i ministeris sudanesos
- info.sd - Diaris, informació, i mitjans de comunicació

## Segon domini de primer nivell
El novembre de 2012 es va reservar un nou domini de primer nivell amb caràcters àrabs. El domini és سودان.